# Réseau interurbain de la Haute-Vienne
Le Réseau interurbain de la Haute-Vienne est exploité par la région Nouvelle-Aquitaine par l'intermédiaire de la RRTHV depuis le 1er septembre 2017.

## Liste des lignes
| Ligne        | Caractéristiques | Caractéristiques                                 | Caractéristiques                                 | Caractéristiques                                 | Caractéristiques                                 | Caractéristiques                                 | Caractéristiques                                 | Caractéristiques                                 | Caractéristiques                                 |
| 204 (ex R09) | Limoges ⥋ Felletin | Limoges ⥋ Felletin                               | Limoges ⥋ Felletin                               | Limoges ⥋ Felletin                               | Limoges ⥋ Felletin                               | Limoges ⥋ Felletin                               | Limoges ⥋ Felletin                               | Limoges ⥋ Felletin                               | Limoges ⥋ Felletin                               |
| ------------ | --- | ------------------------------------------------ | ------------------------------------------------ | ------------------------------------------------ | ------------------------------------------------ | ------------------------------------------------ | ------------------------------------------------ | ------------------------------------------------ | ------------------------------------------------ |
| 204 (ex R09) | Ouverture / Fermeture — / — | Longueur 101 km                                  | Durée 2:02 min                                   | Nb. d’arrêts 30                                  | Matériel car                                     | Jours de fonctionnement L, Ma, Me, J, V, S, D    | Jour / Soir / Nuit / Fêtes O / — / — / —         | Voy. / an —                                      | Dépôt RRTHV                                      |
| 204 (ex R09) | Desserte : - Villes desservies : Limoges - Panazol - St Just le Martel - Royères - St Léonard de Noblat - Moissanes - Sauviat-sur-Viges - St Amand Jartoudeix - Montboucher - Bourganeuf - Pontarion - St Hilaire le Chateau - La Pouge - Chavanat - St Michel de Veisse - Aubusson - Felletin |                                                  |                                                  |                                                  |                                                  |                                                  |                                                  |                                                  |                                                  |
| 204 (ex R09) | Autre : Circule toute l'année, même les jours fériés. |                                                  |                                                  |                                                  |                                                  |                                                  |                                                  |                                                  |                                                  |
| 204 (ex R09) | Dernière actualisation : — |                                                  |                                                  |                                                  |                                                  |                                                  |                                                  |                                                  |                                                  |
| 180 (ex R18) | Limoges ⥋ Angoulême | Limoges ⥋ Angoulême                              | Limoges ⥋ Angoulême                              | Limoges ⥋ Angoulême                              | Limoges ⥋ Angoulême                              | Limoges ⥋ Angoulême                              | Limoges ⥋ Angoulême                              | Limoges ⥋ Angoulême                              | Limoges ⥋ Angoulême                              |
| 180 (ex R18) | Ouverture / Fermeture 15 décembre 2019 / — | Longueur 114 km                                  | Durée 2:00 min                                   | Nb. d’arrêts 7                                   | Matériel car                                     | Jours de fonctionnement L, Ma, Me, J, V, S, D    | Jour / Soir / Nuit / Fêtes O / — / — / —         | Voy. / an —                                      | Dépôt RRTHV                                      |
| 180 (ex R18) | Desserte : - Villes desservies : Limoges - Saint Junien - Roumazière-Loubert - Chasseneuil sur Bonnieure - Angoulême |                                                  |                                                  |                                                  |                                                  |                                                  |                                                  |                                                  |                                                  |
| 180 (ex R18) | Autre : - Circule toute l'année, même les jours fériés. Circule depuis le 15 décembre 2019, à la suite de la fermeture de la ligne TER entre Saillat et Angoulême. - Depuis le 4 juillet 2020, elle dessert Chabanais et La Rochefoucauld les vendredis et samedis - Depuis le 01/09/22 l'arrêt de Chabanais Place Colbert devient Chabanais ZA de Chassat. La ligne dessert Chabanais tous les jours du lundi au dimanche. La course de 7h40 au départ d'Angoulême ne dessert par St Junien. L'arrêt St Junien Gare SNCF devient St Junien Champs de foire (correspondance avec ligne 11) - À partir du 1er septembre 2024, l'arrêt de Chabanais Place Colbert remplace l'arrêt Chabanais ZA de Chassat. |                                                  |                                                  |                                                  |                                                  |                                                  |                                                  |                                                  |                                                  |
| 180 (ex R18) | Dernière actualisation : — |                                                  |                                                  |                                                  |                                                  |                                                  |                                                  |                                                  |                                                  |
| 215 (ex 1)   | Limoges ⥋ Saint-Laurent-les-Eglises | Limoges ⥋ Saint-Laurent-les-Eglises              | Limoges ⥋ Saint-Laurent-les-Eglises              | Limoges ⥋ Saint-Laurent-les-Eglises              | Limoges ⥋ Saint-Laurent-les-Eglises              | Limoges ⥋ Saint-Laurent-les-Eglises              | Limoges ⥋ Saint-Laurent-les-Eglises              | Limoges ⥋ Saint-Laurent-les-Eglises              | Limoges ⥋ Saint-Laurent-les-Eglises              |
| 215 (ex 1)   | Ouverture / Fermeture — / — | Longueur 36,3 km                                 | Durée 1:03 min                                   | Nb. d’arrêts 21                                  | Matériel car                                     | Jours de fonctionnement L, Ma, Me, J, V          | Jour / Soir / Nuit / Fêtes O / — / — / —         | Voy. / an —                                      | Dépôt RRTHV                                      |
| 215 (ex 1)   | Desserte : - Villes desservies : • Limoges - Le Palais sur Vienne - Saint Priest Taurion - Saint Martin Terressus - Le Chatenet en Dognon - Saint Laurent les Eglises |                                                  |                                                  |                                                  |                                                  |                                                  |                                                  |                                                  |                                                  |
| 215 (ex 1)   | Autre : Circule principalement qu'en période scolaire (hors mercredi) |                                                  |                                                  |                                                  |                                                  |                                                  |                                                  |                                                  |                                                  |
| 215 (ex 1)   | Dernière actualisation : — |                                                  |                                                  |                                                  |                                                  |                                                  |                                                  |                                                  |                                                  |
| 231 (ex 2)   | Limoges ⥋ Beynac | Limoges ⥋ Beynac                                 | Limoges ⥋ Beynac                                 | Limoges ⥋ Beynac                                 | Limoges ⥋ Beynac                                 | Limoges ⥋ Beynac                                 | Limoges ⥋ Beynac                                 | Limoges ⥋ Beynac                                 | Limoges ⥋ Beynac                                 |
| 231 (ex 2)   | Ouverture / Fermeture — / — | Longueur 14,8 km                                 | Durée 25 min                                     | Nb. d’arrêts 2                                   | Matériel car                                     | Jours de fonctionnement L, V                     | Jour / Soir / Nuit / Fêtes O / — / — / —         | Voy. / an —                                      | Dépôt RRTHV                                      |
| 231 (ex 2)   | Desserte : - Villes desservies : Limoges - Beynac |                                                  |                                                  |                                                  |                                                  |                                                  |                                                  |                                                  |                                                  |
| 231 (ex 2)   | Autre : - Circule seulement en période scolaire. - Depuis le 1er septembre 2019, elle ne dessert plus Isle, Aixe-sur-Vienne, Séreilhac et Cussac |                                                  |                                                  |                                                  |                                                  |                                                  |                                                  |                                                  |                                                  |
| 231 (ex 2)   | Dernière actualisation : — |                                                  |                                                  |                                                  |                                                  |                                                  |                                                  |                                                  |                                                  |
| 229 (ex 3)   | Limoges ⥋ Maisonnais sur Tardoire/ Saint Mathieu | Limoges ⥋ Maisonnais sur Tardoire/ Saint Mathieu | Limoges ⥋ Maisonnais sur Tardoire/ Saint Mathieu | Limoges ⥋ Maisonnais sur Tardoire/ Saint Mathieu | Limoges ⥋ Maisonnais sur Tardoire/ Saint Mathieu | Limoges ⥋ Maisonnais sur Tardoire/ Saint Mathieu | Limoges ⥋ Maisonnais sur Tardoire/ Saint Mathieu | Limoges ⥋ Maisonnais sur Tardoire/ Saint Mathieu | Limoges ⥋ Maisonnais sur Tardoire/ Saint Mathieu |
| 229 (ex 3)   | Ouverture / Fermeture — / — | Longueur 60,4 km                                 | Durée 1:25 min                                   | Nb. d’arrêts 30                                  | Matériel car                                     | Jours de fonctionnement L, Ma, Me, J, V, S       | Jour / Soir / Nuit / Fêtes O / — / — / —         | Voy. / an —                                      | Dépôt RRTHV                                      |
| 229 (ex 3)   | Desserte : - Villes desservies : Limoges - Isle -Aixe sur Vienne - Séreilhac - Saint Laurent sur Gorre - Oradour-sur-Vayres - Cussac - Saint Mathieu - Maisonnais sur Tardoire |                                                  |                                                  |                                                  |                                                  |                                                  |                                                  |                                                  |                                                  |
| 229 (ex 3)   | Autre : Dessert Maisonnais-sur-Tardoire seulement le lundi et vendredi en période scolaire |                                                  |                                                  |                                                  |                                                  |                                                  |                                                  |                                                  |                                                  |
| 229 (ex 3)   | Dernière actualisation : — |                                                  |                                                  |                                                  |                                                  |                                                  |                                                  |                                                  |                                                  |
| 237 (ex 4)   | Limoges ⥋ Saint Pardoux | Limoges ⥋ Saint Pardoux                          | Limoges ⥋ Saint Pardoux                          | Limoges ⥋ Saint Pardoux                          | Limoges ⥋ Saint Pardoux                          | Limoges ⥋ Saint Pardoux                          | Limoges ⥋ Saint Pardoux                          | Limoges ⥋ Saint Pardoux                          | Limoges ⥋ Saint Pardoux                          |
| 237 (ex 4)   | Ouverture / Fermeture — / — | Longueur 38,6 km                                 | Durée 50 min                                     | Nb. d’arrêts 6                                   | Matériel car                                     | Jours de fonctionnement L, Ma, Me, J, V, S, D    | Jour / Soir / Nuit / Fêtes O / — / — / —         | Voy. / an —                                      | Dépôt RRTHV                                      |
| 237 (ex 4)   | Desserte : - Villes desservies : Limoges - Couzeix - Chaptelat - Saint Jouvent - Compreignac - Razès - Saint Pardoux |                                                  |                                                  |                                                  |                                                  |                                                  |                                                  |                                                  |                                                  |
| 237 (ex 4)   | Autre : Circule seulement durant l'été. |                                                  |                                                  |                                                  |                                                  |                                                  |                                                  |                                                  |                                                  |
| 237 (ex 4)   | Dernière actualisation : — |                                                  |                                                  |                                                  |                                                  |                                                  |                                                  |                                                  |                                                  |
| 194 (ex 5)   | Limoges ⥋ Chateauponsac | Limoges ⥋ Chateauponsac                          | Limoges ⥋ Chateauponsac                          | Limoges ⥋ Chateauponsac                          | Limoges ⥋ Chateauponsac                          | Limoges ⥋ Chateauponsac                          | Limoges ⥋ Chateauponsac                          | Limoges ⥋ Chateauponsac                          | Limoges ⥋ Chateauponsac                          |
| 194 (ex 5)   | Ouverture / Fermeture — / — | Longueur 57,3 km                                 | Durée 1:20 min                                   | Nb. d’arrêts 21                                  | Matériel car                                     | Jours de fonctionnement L, Ma, Me, J, V, S       | Jour / Soir / Nuit / Fêtes O / — / — / —         | Voy. / an —                                      | Dépôt RRTHV                                      |
| 194 (ex 5)   | Desserte : - Villes desservies : Chateauponsac - Rancon - Roussac - Saint Symphorien sur Couze - Saint Pardoux - Compreignac - Saint Jouvent Chaptelat - Couzeix - Limoges |                                                  |                                                  |                                                  |                                                  |                                                  |                                                  |                                                  |                                                  |
| 194 (ex 5)   | Autre : - Circule toute l'année sauf durant l'été. - Depuis l'été 2019, la ligne circule en période estivale a défaut d'un aller-retour par jour. |                                                  |                                                  |                                                  |                                                  |                                                  |                                                  |                                                  |                                                  |
| 194 (ex 5)   | Dernière actualisation : — |                                                  |                                                  |                                                  |                                                  |                                                  |                                                  |                                                  |                                                  |
| 272 (ex 6)   | Tulle ⥋ Limoges | Tulle ⥋ Limoges                                  | Tulle ⥋ Limoges                                  | Tulle ⥋ Limoges                                  | Tulle ⥋ Limoges                                  | Tulle ⥋ Limoges                                  | Tulle ⥋ Limoges                                  | Tulle ⥋ Limoges                                  | Tulle ⥋ Limoges                                  |
| 272 (ex 6)   | Ouverture / Fermeture — / — | Longueur 184,4 km                                | Durée 1:21 min                                   | Nb. d’arrêts 27                                  | Matériel car                                     | Jours de fonctionnement L, Ma, Me, J, V, S       | Jour / Soir / Nuit / Fêtes O / — / — / —         | Voy. / an —                                      | Dépôt RRTHV                                      |
| 272 (ex 6)   | Desserte : - Villes desservies : Tulle - Naves - Seilhac - Chamboulive - Le lonzac - Affieux - Treignac - Chamberet - Peyrissac - Rilhac-Treignac - Meilhards - Espartignac - Vigeois - Uzerche - Masseret - Limoges - Le vigen |                                                  |                                                  |                                                  |                                                  |                                                  |                                                  |                                                  |                                                  |
| 272 (ex 6)   | Autre : - Circule toute l'année |                                                  |                                                  |                                                  |                                                  |                                                  |                                                  |                                                  |                                                  |
| 272 (ex 6)   | Dernière actualisation : — |                                                  |                                                  |                                                  |                                                  |                                                  |                                                  |                                                  |                                                  |
| 235 (ex 7)   | Limoges ⥋ Chateauponsac | Limoges ⥋ Chateauponsac                          | Limoges ⥋ Chateauponsac                          | Limoges ⥋ Chateauponsac                          | Limoges ⥋ Chateauponsac                          | Limoges ⥋ Chateauponsac                          | Limoges ⥋ Chateauponsac                          | Limoges ⥋ Chateauponsac                          | Limoges ⥋ Chateauponsac                          |
| 235 (ex 7)   | Ouverture / Fermeture — / — | Longueur 48,8 km                                 | Durée 1:10 min                                   | Nb. d’arrêts 26                                  | Matériel car                                     | Jours de fonctionnement L, Ma, Me, J, V          | Jour / Soir / Nuit / Fêtes O / — / — / —         | Voy. / an —                                      | Dépôt RRTHV                                      |
| 235 (ex 7)   | Desserte : - Villes desservies : Chateauponsac - Bessines sur Gartempes - Razès - Saint Sylvestre - Compreignac - Bonnac la Cote - Limoges |                                                  |                                                  |                                                  |                                                  |                                                  |                                                  |                                                  |                                                  |
| 235 (ex 7)   | Autre : - Circule seulement en période scolaire, depuis septembre 2013, après la suppression de la desserte des Grands Chézeaux et de la ligne 8 Chateauponsac - Limoges. - Renforce la ligne B du réseau |                                                  |                                                  |                                                  |                                                  |                                                  |                                                  |                                                  |                                                  |
| 235 (ex 7)   | Dernière actualisation : — |                                                  |                                                  |                                                  |                                                  |                                                  |                                                  |                                                  |                                                  |
| 205 (ex 9)   | Limoges ⥋ Neuvic-Entier | Limoges ⥋ Neuvic-Entier                          | Limoges ⥋ Neuvic-Entier                          | Limoges ⥋ Neuvic-Entier                          | Limoges ⥋ Neuvic-Entier                          | Limoges ⥋ Neuvic-Entier                          | Limoges ⥋ Neuvic-Entier                          | Limoges ⥋ Neuvic-Entier                          | Limoges ⥋ Neuvic-Entier                          |
| 205 (ex 9)   | Ouverture / Fermeture — / — | Longueur 44,3 km                                 | Durée 1:10 min                                   | Nb. d’arrêts 26                                  | Matériel car                                     | Jours de fonctionnement L, Ma, Me, J, V, S       | Jour / Soir / Nuit / Fêtes O / — / — / —         | Voy. / an —                                      | Dépôt RRTHV                                      |
| 205 (ex 9)   | Desserte : - Villes desservies : Neuvic-Entier - Chateauneuf la Foret - Linards - Saint Bonnet Briance - Saint Paul - Eyjeaux - Feytiat - Limoges |                                                  |                                                  |                                                  |                                                  |                                                  |                                                  |                                                  |                                                  |
| 205 (ex 9)   | Autre : Depuis le 9 mars 2020, Eyjeaux-Bourg n'est plus desservi en période scolaire en direction de Limoges |                                                  |                                                  |                                                  |                                                  |                                                  |                                                  |                                                  |                                                  |
| 205 (ex 9)   | Dernière actualisation : — |                                                  |                                                  |                                                  |                                                  |                                                  |                                                  |                                                  |                                                  |
| 236 (ex 10)  | Limoges / Eymoutiers ⥋ Lac de Vassiviere | Limoges / Eymoutiers ⥋ Lac de Vassiviere         | Limoges / Eymoutiers ⥋ Lac de Vassiviere         | Limoges / Eymoutiers ⥋ Lac de Vassiviere         | Limoges / Eymoutiers ⥋ Lac de Vassiviere         | Limoges / Eymoutiers ⥋ Lac de Vassiviere         | Limoges / Eymoutiers ⥋ Lac de Vassiviere         | Limoges / Eymoutiers ⥋ Lac de Vassiviere         | Limoges / Eymoutiers ⥋ Lac de Vassiviere         |
| 236 (ex 10)  | Ouverture / Fermeture — / — | Longueur 69,8 km                                 | Durée 1:35 min                                   | Nb. d’arrêts 10                                  | Matériel car                                     | Jours de fonctionnement L, Ma, Me, J, V, S, D    | Jour / Soir / Nuit / Fêtes O / — / — / —         | Voy. / an —                                      | Dépôt RRTHV                                      |
| 236 (ex 10)  | Desserte : - Villes desservies : Limoges - Feytiat - Aureil - La Geneytouse - Masleon - Neuvic-Entier - Eymoutiers - Peyrat le Chateau - Beaumont du Lac (ile de Vassiviere) |                                                  |                                                  |                                                  |                                                  |                                                  |                                                  |                                                  |                                                  |
| 236 (ex 10)  | Autre : - 1 aller-retour par jour en car depuis Limoges (matin et soir) / 2 allers-retours en journée jusqu'à Eymoutiers / Circule également les jours fériés. - Au cours de l'été 2018, la ligne est de retour à défaut d'un aller-retour de Vassivière à Eymoutiers pour correspondance avec le TER. - Au cours de l'été 2024, elle circule entre Eymoutiers et Vassivière. |                                                  |                                                  |                                                  |                                                  |                                                  |                                                  |                                                  |                                                  |
| 236 (ex 10)  | Dernière actualisation : — |                                                  |                                                  |                                                  |                                                  |                                                  |                                                  |                                                  |                                                  |
| 200 (ex 11)  | Limoges ⥋ Saint Junien/ Bussiere Galant | Limoges ⥋ Saint Junien/ Bussiere Galant          | Limoges ⥋ Saint Junien/ Bussiere Galant          | Limoges ⥋ Saint Junien/ Bussiere Galant          | Limoges ⥋ Saint Junien/ Bussiere Galant          | Limoges ⥋ Saint Junien/ Bussiere Galant          | Limoges ⥋ Saint Junien/ Bussiere Galant          | Limoges ⥋ Saint Junien/ Bussiere Galant          | Limoges ⥋ Saint Junien/ Bussiere Galant          |
| 200 (ex 11)  | Ouverture / Fermeture — / — | Longueur 76,6 km                                 | Durée 1:54 min                                   | Nb. d’arrêts 33                                  | Matériel car                                     | Jours de fonctionnement L, Ma, Me, J, V, S       | Jour / Soir / Nuit / Fêtes O / — / — / —         | Voy. / an —                                      | Dépôt RRTHV                                      |
| 200 (ex 11)  | Desserte : - Villes desservies : Bussiere Galant - Chalus - Champsac - Champagnac la riviere - Oradour-sur-Vayres - Vayres - Rochechouart - Saint Junien - Saint Brice sur Vienne - Saint Victurnien - Veyrac - Verneuil sur Vienne - Limoges |                                                  |                                                  |                                                  |                                                  |                                                  |                                                  |                                                  |                                                  |
| 200 (ex 11)  | Autre : |                                                  |                                                  |                                                  |                                                  |                                                  |                                                  |                                                  |                                                  |
| 200 (ex 11)  | Dernière actualisation : — |                                                  |                                                  |                                                  |                                                  |                                                  |                                                  |                                                  |                                                  |
| 192 (ex 12)  | Limoges ⥋ Oradour-sur-Glane / Val d'Issoire | Limoges ⥋ Oradour-sur-Glane / Val d'Issoire      | Limoges ⥋ Oradour-sur-Glane / Val d'Issoire      | Limoges ⥋ Oradour-sur-Glane / Val d'Issoire      | Limoges ⥋ Oradour-sur-Glane / Val d'Issoire      | Limoges ⥋ Oradour-sur-Glane / Val d'Issoire      | Limoges ⥋ Oradour-sur-Glane / Val d'Issoire      | Limoges ⥋ Oradour-sur-Glane / Val d'Issoire      | Limoges ⥋ Oradour-sur-Glane / Val d'Issoire      |
| 192 (ex 12)  | Ouverture / Fermeture — / — | Longueur 53,3 km                                 | Durée 1:16 min                                   | Nb. d’arrêts 20                                  | Matériel car                                     | Jours de fonctionnement L, Ma, Me, J, V, S       | Jour / Soir / Nuit / Fêtes O / — / — / —         | Voy. / an —                                      | Dépôt RRTHV                                      |
| 192 (ex 12)  | Desserte : - Villes desservies : Val d'Issoire (Mézière sur Issoireà - Nouic - Mortemart - Blond - Cieux - Oradour-sur-Glane - Veyrac - Verneuil sur Vienne - Limoges |                                                  |                                                  |                                                  |                                                  |                                                  |                                                  |                                                  |                                                  |
| 192 (ex 12)  | Autre : - Dessert au-delà d'Oradour-sur-Glane le matin et le soir en période scolaire - Depuis le 1er septembre 2020, la ligne s'arrête à Val d'Issoire |                                                  |                                                  |                                                  |                                                  |                                                  |                                                  |                                                  |                                                  |
| 192 (ex 12)  | Dernière actualisation : — |                                                  |                                                  |                                                  |                                                  |                                                  |                                                  |                                                  |                                                  |
| 219 (ex 15)  | Limoges ⥋ Dournazac / La Chapelle Montbrandeix | Limoges ⥋ Dournazac / La Chapelle Montbrandeix   | Limoges ⥋ Dournazac / La Chapelle Montbrandeix   | Limoges ⥋ Dournazac / La Chapelle Montbrandeix   | Limoges ⥋ Dournazac / La Chapelle Montbrandeix   | Limoges ⥋ Dournazac / La Chapelle Montbrandeix   | Limoges ⥋ Dournazac / La Chapelle Montbrandeix   | Limoges ⥋ Dournazac / La Chapelle Montbrandeix   | Limoges ⥋ Dournazac / La Chapelle Montbrandeix   |
| 219 (ex 15)  | Ouverture / Fermeture — / — | Longueur 63,4 km                                 | Durée 1:10 min                                   | Nb. d’arrêts 33                                  | Matériel car                                     | Jours de fonctionnement L, Ma, Me, J, V, S       | Jour / Soir / Nuit / Fêtes O / — / — / —         | Voy. / an —                                      | Dépôt RRTHV                                      |
| 219 (ex 15)  | Desserte : - Villes desservies : Limoges - Isle - Aixe sur Vienne - Saint Martin le Vieux - Flavignac - Les Cars - Pageas - Chalus - Dournazac - Penson - Marval - La Chapelle-Montbrandeix |                                                  |                                                  |                                                  |                                                  |                                                  |                                                  |                                                  |                                                  |
| 219 (ex 15)  | Autre : Circule entre Dournazac et La Chapelle-Montbrandeix seulement le mercredi et sur réservation |                                                  |                                                  |                                                  |                                                  |                                                  |                                                  |                                                  |                                                  |
| 219 (ex 15)  | Dernière actualisation : — |                                                  |                                                  |                                                  |                                                  |                                                  |                                                  |                                                  |                                                  |
| 207 (ex 16)  | Limoges ⥋ Chalus | Limoges ⥋ Chalus                                 | Limoges ⥋ Chalus                                 | Limoges ⥋ Chalus                                 | Limoges ⥋ Chalus                                 | Limoges ⥋ Chalus                                 | Limoges ⥋ Chalus                                 | Limoges ⥋ Chalus                                 | Limoges ⥋ Chalus                                 |
| 207 (ex 16)  | Ouverture / Fermeture — / — | Longueur 39,4 km                                 | Durée 56 min                                     | Nb. d’arrêts 27                                  | Matériel car                                     | Jours de fonctionnement L, Ma, Me, J, V, S       | Jour / Soir / Nuit / Fêtes O / — / — / —         | Voy. / an —                                      | Dépôt RRTHV                                      |
| 207 (ex 16)  | Desserte : - Villes desservies : Limoges - Isle - Aixe sur Vienne - Séreilhac - Pageas - Chalus |                                                  |                                                  |                                                  |                                                  |                                                  |                                                  |                                                  |                                                  |
| 207 (ex 16)  | Autre : |                                                  |                                                  |                                                  |                                                  |                                                  |                                                  |                                                  |                                                  |
| 207 (ex 16)  | Dernière actualisation : — |                                                  |                                                  |                                                  |                                                  |                                                  |                                                  |                                                  |                                                  |
| 226 (ex 18)  | Limoges ⥋ Magnac-Laval | Limoges ⥋ Magnac-Laval                           | Limoges ⥋ Magnac-Laval                           | Limoges ⥋ Magnac-Laval                           | Limoges ⥋ Magnac-Laval                           | Limoges ⥋ Magnac-Laval                           | Limoges ⥋ Magnac-Laval                           | Limoges ⥋ Magnac-Laval                           | Limoges ⥋ Magnac-Laval                           |
| 226 (ex 18)  | Ouverture / Fermeture — / — | Longueur 54,6 km                                 | Durée 1:15 min                                   | Nb. d’arrêts 15                                  | Matériel car                                     | Jours de fonctionnement Me                       | Jour / Soir / Nuit / Fêtes O / — / — / —         | Voy. / an —                                      | Dépôt RRTHV                                      |
| 226 (ex 18)  | Desserte : - Villes desservies : Limoges - Couzeix - Nieul - Peyrilhac - Nantiat - Le Buis - Roussac - Droux - Magnac Laval |                                                  |                                                  |                                                  |                                                  |                                                  |                                                  |                                                  |                                                  |
| 226 (ex 18)  | Autre : Circule seulement les mercredis |                                                  |                                                  |                                                  |                                                  |                                                  |                                                  |                                                  |                                                  |
| 226 (ex 18)  | Dernière actualisation : — |                                                  |                                                  |                                                  |                                                  |                                                  |                                                  |                                                  |                                                  |
| 230 (ex 19)  | Limoges ⥋ Ambazac | Limoges ⥋ Ambazac                                | Limoges ⥋ Ambazac                                | Limoges ⥋ Ambazac                                | Limoges ⥋ Ambazac                                | Limoges ⥋ Ambazac                                | Limoges ⥋ Ambazac                                | Limoges ⥋ Ambazac                                | Limoges ⥋ Ambazac                                |
| 230 (ex 19)  | Ouverture / Fermeture — / — | Longueur 37,8 km                                 | Durée 43 min                                     | Nb. d’arrêts 10                                  | Matériel car                                     | Jours de fonctionnement L, Ma, Me, J, V          | Jour / Soir / Nuit / Fêtes O / — / — / —         | Voy. / an —                                      | Dépôt RRTHV                                      |
| 230 (ex 19)  | Desserte : - Villes desservies : Limoges - Ambazac |                                                  |                                                  |                                                  |                                                  |                                                  |                                                  |                                                  |                                                  |
| 230 (ex 19)  | Autre : Circule seulement en période scolaire et complète la Ligne A |                                                  |                                                  |                                                  |                                                  |                                                  |                                                  |                                                  |                                                  |
| 230 (ex 19)  | Dernière actualisation : — |                                                  |                                                  |                                                  |                                                  |                                                  |                                                  |                                                  |                                                  |
| 191 (ex 21)  | Limoges ⥋ Rochechouart / Saint Yrieix sous Aixe | Limoges ⥋ Rochechouart / Saint Yrieix sous Aixe  | Limoges ⥋ Rochechouart / Saint Yrieix sous Aixe  | Limoges ⥋ Rochechouart / Saint Yrieix sous Aixe  | Limoges ⥋ Rochechouart / Saint Yrieix sous Aixe  | Limoges ⥋ Rochechouart / Saint Yrieix sous Aixe  | Limoges ⥋ Rochechouart / Saint Yrieix sous Aixe  | Limoges ⥋ Rochechouart / Saint Yrieix sous Aixe  | Limoges ⥋ Rochechouart / Saint Yrieix sous Aixe  |
| 191 (ex 21)  | Ouverture / Fermeture — / — | Longueur 47,8 km                                 | Durée 1:30 min                                   | Nb. d’arrêts 39                                  | Matériel car                                     | Jours de fonctionnement L, Ma, Me, J, V, S       | Jour / Soir / Nuit / Fêtes O / — / — / —         | Voy. / an —                                      | Dépôt RRTHV                                      |
| 191 (ex 21)  | Desserte : - Villes desservies : Limoges - Isle - Aixe sur Vienne - Saint Priest sous Aixe - Cognac La Foret - Saint Cyr - Saint Auvent - Oradour-sur-Vayress - Vayres - Rochechouart - Saint Yrieix sous Aixe |                                                  |                                                  |                                                  |                                                  |                                                  |                                                  |                                                  |                                                  |
| 191 (ex 21)  | Autre : Dessert Saint-Yrieix-sous-Aixe seulement en période scolaire |                                                  |                                                  |                                                  |                                                  |                                                  |                                                  |                                                  |                                                  |
| 191 (ex 21)  | Dernière actualisation : — |                                                  |                                                  |                                                  |                                                  |                                                  |                                                  |                                                  |                                                  |
| 208 (ex 24)  | Limoges ⥋ Aixe sur Vienne / Beynac | Limoges ⥋ Aixe sur Vienne / Beynac               | Limoges ⥋ Aixe sur Vienne / Beynac               | Limoges ⥋ Aixe sur Vienne / Beynac               | Limoges ⥋ Aixe sur Vienne / Beynac               | Limoges ⥋ Aixe sur Vienne / Beynac               | Limoges ⥋ Aixe sur Vienne / Beynac               | Limoges ⥋ Aixe sur Vienne / Beynac               | Limoges ⥋ Aixe sur Vienne / Beynac               |
| 208 (ex 24)  | Ouverture / Fermeture — / — | Longueur 20,2 km                                 | Durée 30 min                                     | Nb. d’arrêts 21                                  | Matériel car                                     | Jours de fonctionnement L, Ma, Me, J, V, S       | Jour / Soir / Nuit / Fêtes O / — / — / —         | Voy. / an —                                      | Dépôt RRTHV                                      |
| 208 (ex 24)  | Desserte : - Villes desservies : Limoges - Isle - Aixe sur Vienne - Beynac |                                                  |                                                  |                                                  |                                                  |                                                  |                                                  |                                                  |                                                  |
| 208 (ex 24)  | Autre : |                                                  |                                                  |                                                  |                                                  |                                                  |                                                  |                                                  |                                                  |
| 208 (ex 24)  | Dernière actualisation : — |                                                  |                                                  |                                                  |                                                  |                                                  |                                                  |                                                  |                                                  |
| 217 (ex 26)  | Limoges ⥋ Jourgnac | Limoges ⥋ Jourgnac                               | Limoges ⥋ Jourgnac                               | Limoges ⥋ Jourgnac                               | Limoges ⥋ Jourgnac                               | Limoges ⥋ Jourgnac                               | Limoges ⥋ Jourgnac                               | Limoges ⥋ Jourgnac                               | Limoges ⥋ Jourgnac                               |
| 217 (ex 26)  | Ouverture / Fermeture — / — | Longueur 19,7 km                                 | Durée 40 min                                     | Nb. d’arrêts 15                                  | Matériel car                                     | Jours de fonctionnement L, Ma, Me, J, V, S       | Jour / Soir / Nuit / Fêtes O / — / — / —         | Voy. / an —                                      | Dépôt RRTHV                                      |
| 217 (ex 26)  | Desserte : - Villes desservies : Limoges - Bosmie l'Aiguille - Jourgnac |                                                  |                                                  |                                                  |                                                  |                                                  |                                                  |                                                  |                                                  |
| 217 (ex 26)  | Autre : |                                                  |                                                  |                                                  |                                                  |                                                  |                                                  |                                                  |                                                  |
| 217 (ex 26)  | Dernière actualisation : — |                                                  |                                                  |                                                  |                                                  |                                                  |                                                  |                                                  |                                                  |
| 201 (ex 28)  | Limoges ⥋ Bellac / Le Dorat | Limoges ⥋ Bellac / Le Dorat                      | Limoges ⥋ Bellac / Le Dorat                      | Limoges ⥋ Bellac / Le Dorat                      | Limoges ⥋ Bellac / Le Dorat                      | Limoges ⥋ Bellac / Le Dorat                      | Limoges ⥋ Bellac / Le Dorat                      | Limoges ⥋ Bellac / Le Dorat                      | Limoges ⥋ Bellac / Le Dorat                      |
| 201 (ex 28)  | Ouverture / Fermeture — / — | Longueur 80,7 km                                 | Durée 1:25 min                                   | Nb. d’arrêts 19                                  | Matériel car                                     | Jours de fonctionnement L, Ma, Me, J, V, S       | Jour / Soir / Nuit / Fêtes O / — / — / —         | Voy. / an —                                      | Dépôt Europ Voyages                              |
| 201 (ex 28)  | Desserte : - Villes desservies : Limoges - Couzeix - Nieul - Peyrilhac - Chamboret - Breuilhaufa - Berneuil - Bellac - Le Dorat - Mézière sur Issoire - Peyrat de Bellac - Saint Bonnet de Bellac - Bussiere Poitevine |                                                  |                                                  |                                                  |                                                  |                                                  |                                                  |                                                  |                                                  |
| 201 (ex 28)  | Autre : - Dessert Le Dorat seulement en période scolaire et entre Bellac et Bussière-Poitevine seulement le mercredi - Depuis le 1er septembre 2020, la ligne ne dessert plus Bussière-Poitevine, Saint-Bonnet de Bellac et Peyrat de Bellac |                                                  |                                                  |                                                  |                                                  |                                                  |                                                  |                                                  |                                                  |
| 201 (ex 28)  | Dernière actualisation : — |                                                  |                                                  |                                                  |                                                  |                                                  |                                                  |                                                  |                                                  |
| 216 (ex 29)  | Limoges ⥋ Pierre Buffiere | Limoges ⥋ Pierre Buffiere                        | Limoges ⥋ Pierre Buffiere                        | Limoges ⥋ Pierre Buffiere                        | Limoges ⥋ Pierre Buffiere                        | Limoges ⥋ Pierre Buffiere                        | Limoges ⥋ Pierre Buffiere                        | Limoges ⥋ Pierre Buffiere                        | Limoges ⥋ Pierre Buffiere                        |
| 216 (ex 29)  | Ouverture / Fermeture — / — | Longueur 40,1 km                                 | Durée 53 min                                     | Nb. d’arrêts 18                                  | Matériel car                                     | Jours de fonctionnement L, Ma, Me, J, V, S       | Jour / Soir / Nuit / Fêtes O / — / — / —         | Voy. / an —                                      | Dépôt RRTHV                                      |
| 216 (ex 29)  | Desserte : - Villes desservies : Limoges - Feytiat - Boisseuil - Saint Hilaire Bonneval - Saint Genest sur Roselle - Pierre Buffiere |                                                  |                                                  |                                                  |                                                  |                                                  |                                                  |                                                  |                                                  |
| 216 (ex 29)  | Autre : |                                                  |                                                  |                                                  |                                                  |                                                  |                                                  |                                                  |                                                  |
| 216 (ex 29)  | Dernière actualisation : — |                                                  |                                                  |                                                  |                                                  |                                                  |                                                  |                                                  |                                                  |
| 193 (ex 36)  | Limoges / Couzeix ⥋ Nieul | Limoges / Couzeix ⥋ Nieul                        | Limoges / Couzeix ⥋ Nieul                        | Limoges / Couzeix ⥋ Nieul                        | Limoges / Couzeix ⥋ Nieul                        | Limoges / Couzeix ⥋ Nieul                        | Limoges / Couzeix ⥋ Nieul                        | Limoges / Couzeix ⥋ Nieul                        | Limoges / Couzeix ⥋ Nieul                        |
| 193 (ex 36)  | Ouverture / Fermeture — / — | Longueur 15,8 km                                 | Durée 29 min                                     | Nb. d’arrêts 12                                  | Matériel car                                     | Jours de fonctionnement L, Ma, Me, J, V, S       | Jour / Soir / Nuit / Fêtes O / — / — / —         | Voy. / an —                                      | Dépôt RRTHV                                      |
| 193 (ex 36)  | Desserte : - Villes desservies : Limoges - Couzeix - Saint Gence - Nieul |                                                  |                                                  |                                                  |                                                  |                                                  |                                                  |                                                  |                                                  |
| 193 (ex 36)  | Autre : |                                                  |                                                  |                                                  |                                                  |                                                  |                                                  |                                                  |                                                  |
| 193 (ex 36)  | Dernière actualisation : — |                                                  |                                                  |                                                  |                                                  |                                                  |                                                  |                                                  |                                                  |
| 206 (ex 40)  | Limoges ⥋ Saint Yrieix la Perche | Limoges ⥋ Saint Yrieix la Perche                 | Limoges ⥋ Saint Yrieix la Perche                 | Limoges ⥋ Saint Yrieix la Perche                 | Limoges ⥋ Saint Yrieix la Perche                 | Limoges ⥋ Saint Yrieix la Perche                 | Limoges ⥋ Saint Yrieix la Perche                 | Limoges ⥋ Saint Yrieix la Perche                 | Limoges ⥋ Saint Yrieix la Perche                 |
| 206 (ex 40)  | Ouverture / Fermeture — / — | Longueur 45,3 km                                 | Durée 1:15 min                                   | Nb. d’arrêts 21                                  | Matériel car                                     | Jours de fonctionnement L, Ma, Me, J, V, S       | Jour / Soir / Nuit / Fêtes O / — / — / —         | Voy. / an —                                      | Dépôt Europ Voyages                              |
| 206 (ex 40)  | Desserte : - Villes desservies : Limoges - Le Vigen - Saint Maurice les Brousses - Nexon - Janailhac - La roche l'abeille - Saint Yrieix la Perche |                                                  |                                                  |                                                  |                                                  |                                                  |                                                  |                                                  |                                                  |
| 206 (ex 40)  | Autre : |                                                  |                                                  |                                                  |                                                  |                                                  |                                                  |                                                  |                                                  |
| 206 (ex 40)  | Dernière actualisation : — |                                                  |                                                  |                                                  |                                                  |                                                  |                                                  |                                                  |                                                  |
| 218 (ex 50)  | Limoges ⥋ Ladignac-le-Long | Limoges ⥋ Ladignac-le-Long                       | Limoges ⥋ Ladignac-le-Long                       | Limoges ⥋ Ladignac-le-Long                       | Limoges ⥋ Ladignac-le-Long                       | Limoges ⥋ Ladignac-le-Long                       | Limoges ⥋ Ladignac-le-Long                       | Limoges ⥋ Ladignac-le-Long                       | Limoges ⥋ Ladignac-le-Long                       |
| 218 (ex 50)  | Ouverture / Fermeture — / — | Longueur 46,9 km                                 | Durée 1:18 min                                   | Nb. d’arrêts 25                                  | Matériel car                                     | Jours de fonctionnement L, Ma, Me, J, V, S       | Jour / Soir / Nuit / Fêtes O / — / — / —         | Voy. / an —                                      | Dépôt Europ Voyages                              |
| 218 (ex 50)  | Desserte : - Villes desservies : Limoges - Isle - Bosmie l'Aiguille - Beynac - Burgnac - Meilhac - Nexon - Saint Hilaire les Places - Ladignac le Long |                                                  |                                                  |                                                  |                                                  |                                                  |                                                  |                                                  |                                                  |
| 218 (ex 50)  | Autre : |                                                  |                                                  |                                                  |                                                  |                                                  |                                                  |                                                  |                                                  |
| 218 (ex 50)  | Dernière actualisation : — |                                                  |                                                  |                                                  |                                                  |                                                  |                                                  |                                                  |                                                  |
| 232 (ex 61)  | Saint Junien ⥋ Cussac | Saint Junien ⥋ Cussac                            | Saint Junien ⥋ Cussac                            | Saint Junien ⥋ Cussac                            | Saint Junien ⥋ Cussac                            | Saint Junien ⥋ Cussac                            | Saint Junien ⥋ Cussac                            | Saint Junien ⥋ Cussac                            | Saint Junien ⥋ Cussac                            |
| 232 (ex 61)  | Ouverture / Fermeture — / — | Longueur 32,3 km                                 | Durée 55 min                                     | Nb. d’arrêts 12                                  | Matériel car                                     | Jours de fonctionnement L, Ma, Me, J, V          | Jour / Soir / Nuit / Fêtes O / — / — / —         | Voy. / an —                                      | Dépôt Europ Voyages                              |
| 232 (ex 61)  | Desserte : - Villes desservies : Saint Junien - Rochechouart - Vayres - Oradour-sur-Vayress - Cussac |                                                  |                                                  |                                                  |                                                  |                                                  |                                                  |                                                  |                                                  |
| 232 (ex 61)  | Autre : Circule seulement en période scolaire |                                                  |                                                  |                                                  |                                                  |                                                  |                                                  |                                                  |                                                  |
| 232 (ex 61)  | Dernière actualisation : — |                                                  |                                                  |                                                  |                                                  |                                                  |                                                  |                                                  |                                                  |
| 233 (ex 62)  | Saint Junien ⥋ Saint Mathieu | Saint Junien ⥋ Saint Mathieu                     | Saint Junien ⥋ Saint Mathieu                     | Saint Junien ⥋ Saint Mathieu                     | Saint Junien ⥋ Saint Mathieu                     | Saint Junien ⥋ Saint Mathieu                     | Saint Junien ⥋ Saint Mathieu                     | Saint Junien ⥋ Saint Mathieu                     | Saint Junien ⥋ Saint Mathieu                     |
| 233 (ex 62)  | Ouverture / Fermeture — / — | Longueur 31,8 km                                 | Durée 1:11 min                                   | Nb. d’arrêts 14                                  | Matériel car                                     | Jours de fonctionnement L, Ma, Me, J, V          | Jour / Soir / Nuit / Fêtes O / — / — / —         | Voy. / an —                                      | Dépôt Europ Voyages                              |
| 233 (ex 62)  | Desserte : - Villes desservies : Saint Junien - Rochechouart - Vayres - Saint Mathieu |                                                  |                                                  |                                                  |                                                  |                                                  |                                                  |                                                  |                                                  |
| 233 (ex 62)  | Autre : Circule uniquement en période scolaire et dessert Cussac, Oradour-sur-Vayres, Chalus et Bussière-Galant le mercredi midi |                                                  |                                                  |                                                  |                                                  |                                                  |                                                  |                                                  |                                                  |
| 233 (ex 62)  | Dernière actualisation : — |                                                  |                                                  |                                                  |                                                  |                                                  |                                                  |                                                  |                                                  |
| 190 (ex 70)  | Limoges ⥋ Cognac la Foret | Limoges ⥋ Cognac la Foret                        | Limoges ⥋ Cognac la Foret                        | Limoges ⥋ Cognac la Foret                        | Limoges ⥋ Cognac la Foret                        | Limoges ⥋ Cognac la Foret                        | Limoges ⥋ Cognac la Foret                        | Limoges ⥋ Cognac la Foret                        | Limoges ⥋ Cognac la Foret                        |
| 190 (ex 70)  | Ouverture / Fermeture — / — | Longueur 36 km                                   | Durée 1:17 min                                   | Nb. d’arrêts 28                                  | Matériel car                                     | Jours de fonctionnement L, Ma, Me, J, V, S       | Jour / Soir / Nuit / Fêtes O / — / — / —         | Voy. / an —                                      | Dépôt RRTHV                                      |
| 190 (ex 70)  | Desserte : - Villes desservies : Limoges - Isle - Aixe sur Vienne - Saint Priest sous Aixe - Saint Yrieix sous Aixe - Sainte Marie de Vaux - Cognac la Foret |                                                  |                                                  |                                                  |                                                  |                                                  |                                                  |                                                  |                                                  |
| 190 (ex 70)  | Autre : |                                                  |                                                  |                                                  |                                                  |                                                  |                                                  |                                                  |                                                  |
| 190 (ex 70)  | Dernière actualisation : — |                                                  |                                                  |                                                  |                                                  |                                                  |                                                  |                                                  |                                                  |
| 234 (ex 81)  | Limoges ⥋ Magnac Laval | Limoges ⥋ Magnac Laval                           | Limoges ⥋ Magnac Laval                           | Limoges ⥋ Magnac Laval                           | Limoges ⥋ Magnac Laval                           | Limoges ⥋ Magnac Laval                           | Limoges ⥋ Magnac Laval                           | Limoges ⥋ Magnac Laval                           | Limoges ⥋ Magnac Laval                           |
| 234 (ex 81)  | Ouverture / Fermeture — / — | Longueur 64 km                                   | Durée 1:35 min                                   | Nb. d’arrêts 9                                   | Matériel car                                     | Jours de fonctionnement L, V                     | Jour / Soir / Nuit / Fêtes O / — / — / —         | Voy. / an —                                      | Dépôt Europ Voyages                              |
| 234 (ex 81)  | Desserte : - Villes desservies : Limoges - Couzeix - Bellac - Le Dorat - Magnac-Laval |                                                  |                                                  |                                                  |                                                  |                                                  |                                                  |                                                  |                                                  |
| 234 (ex 81)  | Autre : Circule uniquement en période scolaire |                                                  |                                                  |                                                  |                                                  |                                                  |                                                  |                                                  |                                                  |
| 234 (ex 81)  | Dernière actualisation : — |                                                  |                                                  |                                                  |                                                  |                                                  |                                                  |                                                  |                                                  |

## Exploitation

### Exploitées par laRRTHV
R09 Limoges <> Felletin 
R18 Limoges <> Angoulême 
1 Limoges <> Saint-Laurent-les-Églises 
2 Limoges <> Cussac (Ligne scolaire)
3 Limoges <> Maisonais-sur-Tardoire 
4 Limoges <> Saint-Pardoux (Ligne estivale) 
5 Limoges <> Chateauponsac 
7 Limoges <> Chateauponsac (Ligne scolaire) 
9 Limoges <> Neuvic-Entier
12 Limoges <> Oradour-sur-Glane <> Saint Barbant
11 Limoges <> St Junien <> Bussière-Galant
13 Chateauponsac <> Bellac 
14 Limoges <> Rochechouart (Ligne estivale)
15 Limoges <> Dournazac <> La Chapelle-Montbrandeix
16 Limoges <> Châlus
18 Limoges <> Magnac-Laval
19 Limoges <> Ambazac (Ligne scolaire)
21 Limoges <> Rochechouart
24 Limoges <> Aixe-sur-Vienne <> Beynac
26 Limoges <> Jourgnac
29 Limoges <> Pierre-Buffière
36 Limoges <> Nieul 
70 Limoges <> Cognac-la-Forêt

### Exploitées par Europ Voyages[2]
28 Limoges <> Mézières sur Issoire <> Bussière-Poitevine
40 Limoges <> Saint Yrieix-la-Perche (sous-traitance effectuée par Voyages Villessot)
50 Limoges <> Ladignac-le-Long (sous-traitance effectuée par Voyages Villessot)
61 Saint Junien <> Cussac (Ligne scolaire)
62 Saint Junien <> St Mathieu (Ligne scolaire)
81 Limoges <> Magnac-Laval (Ligne scolaire)

## Lignes directes
| Ligne      | Caractéristiques                                                           | Caractéristiques   | Caractéristiques   | Caractéristiques   | Caractéristiques   | Caractéristiques                           | Caractéristiques                         | Caractéristiques   | Caractéristiques   |
| 203 (ex A) | Limoges ⥋ Ambazac                                                          | Limoges ⥋ Ambazac  | Limoges ⥋ Ambazac  | Limoges ⥋ Ambazac  | Limoges ⥋ Ambazac  | Limoges ⥋ Ambazac                          | Limoges ⥋ Ambazac                        | Limoges ⥋ Ambazac  | Limoges ⥋ Ambazac  |
| ---------- | -------------------------------------------------------------------------- | ------------------ | ------------------ | ------------------ | ------------------ | ------------------------------------------ | ---------------------------------------- | ------------------ | ------------------ |
| 203 (ex A) | Ouverture / Fermeture 1er septembre 2013 / —                               | Longueur 26,5 km   | Durée 45 min       | Nb. d’arrêts 7     | Matériel car       | Jours de fonctionnement L, Ma, Me, J, V, S | Jour / Soir / Nuit / Fêtes O / — / — / — | Voy. / an —        | Dépôt RRTHV        |
| 203 (ex A) | Desserte : - Villes desservies : Limoges - Ambazac                         |                    |                    |                    |                    |                                            |                                          |                    |                    |
| 203 (ex A) | Autre :                                                                    |                    |                    |                    |                    |                                            |                                          |                    |                    |
| 203 (ex A) | Dernière actualisation : —                                                 |                    |                    |                    |                    |                                            |                                          |                    |                    |
| 202 (ex B) | Limoges ⥋ Bessines                                                         | Limoges ⥋ Bessines | Limoges ⥋ Bessines | Limoges ⥋ Bessines | Limoges ⥋ Bessines | Limoges ⥋ Bessines                         | Limoges ⥋ Bessines                       | Limoges ⥋ Bessines | Limoges ⥋ Bessines |
| 202 (ex B) | Ouverture / Fermeture 1er septembre 2013 / —                               | Longueur 37,1 km   | Durée 50 min       | Nb. d’arrêts 7     | Matériel car       | Jours de fonctionnement L, Ma, Me, J, V, S | Jour / Soir / Nuit / Fêtes O / — / — / — | Voy. / an —        | Dépôt RRTHV        |
| 202 (ex B) | Desserte : - Villes desservies : Limoges - St Sylvestre - Razès - Bessines |                    |                    |                    |                    |                                            |                                          |                    |                    |
| 202 (ex B) | Autre :                                                                    |                    |                    |                    |                    |                                            |                                          |                    |                    |
| 202 (ex B) | Dernière actualisation : —                                                 |                    |                    |                    |                    |                                            |                                          |                    |                    |

## Anciennes Lignes
| Ligne | Caractéristiques | Caractéristiques                       | Caractéristiques                       | Caractéristiques                       | Caractéristiques                       | Caractéristiques                       | Caractéristiques                         | Caractéristiques                       | Caractéristiques                       |
| 6     | Limoges ⥋ St Barbant | Limoges ⥋ St Barbant                   | Limoges ⥋ St Barbant                   | Limoges ⥋ St Barbant                   | Limoges ⥋ St Barbant                   | Limoges ⥋ St Barbant                   | Limoges ⥋ St Barbant                     | Limoges ⥋ St Barbant                   | Limoges ⥋ St Barbant                   |
| ----- | --- | -------------------------------------- | -------------------------------------- | -------------------------------------- | -------------------------------------- | -------------------------------------- | ---------------------------------------- | -------------------------------------- | -------------------------------------- |
| 6     | Ouverture / Fermeture — / — | Longueur —                             | Durée —                                | Nb. d’arrêts —                         | Matériel car                           | Jours de fonctionnement —              | Jour / Soir / Nuit / Fêtes O / — / — / — | Voy. / an —                            | Dépôt RRTHV                            |
| 6     | Desserte : - Villes desservies : Limoges - Nieul - Peyrilhac - Cieux - Blond - Mortemart - Nouic - Mézières sur Issoire - St Martial sur Isop - St Barbant                                                |                                        |                                        |                                        |                                        |                                        |                                          |                                        |                                        |
| 6     | Autre : |                                        |                                        |                                        |                                        |                                        |                                          |                                        |                                        |
| 6     | Dernière actualisation : — |                                        |                                        |                                        |                                        |                                        |                                          |                                        |                                        |
| 8     | Limoges ⥋ Chateauponsac | Limoges ⥋ Chateauponsac                | Limoges ⥋ Chateauponsac                | Limoges ⥋ Chateauponsac                | Limoges ⥋ Chateauponsac                | Limoges ⥋ Chateauponsac                | Limoges ⥋ Chateauponsac                  | Limoges ⥋ Chateauponsac                | Limoges ⥋ Chateauponsac                |
| 8     | Ouverture / Fermeture — / — | Longueur —                             | Durée —                                | Nb. d’arrêts —                         | Matériel car                           | Jours de fonctionnement —              | Jour / Soir / Nuit / Fêtes O / — / — / — | Voy. / an —                            | Dépôt RRTHV                            |
| 8     | Desserte : - Villes desservies : Limoges - Razès - Bessines - Chateauponsac |                                        |                                        |                                        |                                        |                                        |                                          |                                        |                                        |
| 8     | Autre : |                                        |                                        |                                        |                                        |                                        |                                          |                                        |                                        |
| 8     | Dernière actualisation : — |                                        |                                        |                                        |                                        |                                        |                                          |                                        |                                        |
| 13    | Bellac ⥋ Chateauponsac | Bellac ⥋ Chateauponsac                 | Bellac ⥋ Chateauponsac                 | Bellac ⥋ Chateauponsac                 | Bellac ⥋ Chateauponsac                 | Bellac ⥋ Chateauponsac                 | Bellac ⥋ Chateauponsac                   | Bellac ⥋ Chateauponsac                 | Bellac ⥋ Chateauponsac                 |
| 13    | Ouverture / Fermeture — / 31/08/2021 | Longueur —                             | Durée 30 min                           | Nb. d’arrêts 6                         | Matériel car                           | s                                      | Jour / Soir / Nuit / Fêtes O / — / — / — | Voy. / an —                            | Dépôt RRTHV                            |
| 13    | Desserte : - Villes desservies : Bellac - Blanzac - Rancon - Chateauponsac |                                        |                                        |                                        |                                        |                                        |                                          |                                        |                                        |
| 13    | Autre : |                                        |                                        |                                        |                                        |                                        |                                          |                                        |                                        |
| 13    | Dernière actualisation : — |                                        |                                        |                                        |                                        |                                        |                                          |                                        |                                        |
| 14    | Limoges ⥋ Rochechouart | Limoges ⥋ Rochechouart                 | Limoges ⥋ Rochechouart                 | Limoges ⥋ Rochechouart                 | Limoges ⥋ Rochechouart                 | Limoges ⥋ Rochechouart                 | Limoges ⥋ Rochechouart                   | Limoges ⥋ Rochechouart                 | Limoges ⥋ Rochechouart                 |
| 14    | Ouverture / Fermeture — / — | Longueur —                             | Durée —                                | Nb. d’arrêts —                         | Matériel car                           | Jours de fonctionnement —              | Jour / Soir / Nuit / Fêtes O / — / — / — | Voy. / an —                            | Dépôt RRTHV                            |
| 14    | Desserte : - Villes desservies : Limoges - Verneuil sur Vienne - Veyrac - Oradour sur Glane - St Junien - Rochechouart                                                                                    |                                        |                                        |                                        |                                        |                                        |                                          |                                        |                                        |
| 14    | Autre : Ligne estivale |                                        |                                        |                                        |                                        |                                        |                                          |                                        |                                        |
| 14    | Dernière actualisation : — |                                        |                                        |                                        |                                        |                                        |                                          |                                        |                                        |
| 17    | Bosmie l'aiguille ⥋ Aixe-sur-Vienne | Bosmie l'aiguille ⥋ Aixe-sur-Vienne    | Bosmie l'aiguille ⥋ Aixe-sur-Vienne    | Bosmie l'aiguille ⥋ Aixe-sur-Vienne    | Bosmie l'aiguille ⥋ Aixe-sur-Vienne    | Bosmie l'aiguille ⥋ Aixe-sur-Vienne    | Bosmie l'aiguille ⥋ Aixe-sur-Vienne      | Bosmie l'aiguille ⥋ Aixe-sur-Vienne    | Bosmie l'aiguille ⥋ Aixe-sur-Vienne    |
| 17    | Ouverture / Fermeture — / — | Longueur —                             | Durée 24 min                           | Nb. d’arrêts 22                        | Matériel car                           | m\|me\|j\|v                            | Jour / Soir / Nuit / Fêtes O / — / — / — | Voy. / an —                            | Dépôt RRTHV                            |
| 17    | Desserte : - Villes desservies : Bosmie l'Aiguille - Beynac - Aixe-sur-Vienne |                                        |                                        |                                        |                                        |                                        |                                          |                                        |                                        |
| 17    | Autre : Ligne scolaire |                                        |                                        |                                        |                                        |                                        |                                          |                                        |                                        |
| 17    | Dernière actualisation : — |                                        |                                        |                                        |                                        |                                        |                                          |                                        |                                        |
| 22    | Chateauneuf ⥋ St Yrieix La Perche | Chateauneuf ⥋ St Yrieix La Perche      | Chateauneuf ⥋ St Yrieix La Perche      | Chateauneuf ⥋ St Yrieix La Perche      | Chateauneuf ⥋ St Yrieix La Perche      | Chateauneuf ⥋ St Yrieix La Perche      | Chateauneuf ⥋ St Yrieix La Perche        | Chateauneuf ⥋ St Yrieix La Perche      | Chateauneuf ⥋ St Yrieix La Perche      |
| 22    | Ouverture / Fermeture — / — | Longueur —                             | Durée —                                | Nb. d’arrêts —                         | Matériel car                           | m\|me\|j\|v                            | Jour / Soir / Nuit / Fêtes O / — / — / — | Voy. / an —                            | Dépôt Voyages Menudier                 |
| 22    | Desserte : - Villes desservies : Chateauneuf la Foret - La Croisille sur Briance - St Vitte Birance - St Germain les Belles - Magnac Bourg - Meuzac - Coussac Bonneval - St Yrieix la Perche              |                                        |                                        |                                        |                                        |                                        |                                          |                                        |                                        |
| 22    | Autre : Ligne scolaire |                                        |                                        |                                        |                                        |                                        |                                          |                                        |                                        |
| 22    | Dernière actualisation : — |                                        |                                        |                                        |                                        |                                        |                                          |                                        |                                        |
| 23    | Limoges ⥋ Verneuil sur Vienne | Limoges ⥋ Verneuil sur Vienne          | Limoges ⥋ Verneuil sur Vienne          | Limoges ⥋ Verneuil sur Vienne          | Limoges ⥋ Verneuil sur Vienne          | Limoges ⥋ Verneuil sur Vienne          | Limoges ⥋ Verneuil sur Vienne            | Limoges ⥋ Verneuil sur Vienne          | Limoges ⥋ Verneuil sur Vienne          |
| 23    | Ouverture / Fermeture — / 04/09/2011 | Longueur —                             | Durée —                                | Nb. d’arrêts —                         | Matériel car                           | Jours de fonctionnement —              | Jour / Soir / Nuit / Fêtes O / — / — / — | Voy. / an —                            | ot_nom = RRTHV —                       |
| 23    | Desserte : - Villes desservies : Limoges - Verneuil sur Vienne |                                        |                                        |                                        |                                        |                                        |                                          |                                        |                                        |
| 23    | Autre : |                                        |                                        |                                        |                                        |                                        |                                          |                                        |                                        |
| 23    | Dernière actualisation : — |                                        |                                        |                                        |                                        |                                        |                                          |                                        |                                        |
| 25    | St Junien ⥋ Bellac | St Junien ⥋ Bellac                     | St Junien ⥋ Bellac                     | St Junien ⥋ Bellac                     | St Junien ⥋ Bellac                     | St Junien ⥋ Bellac                     | St Junien ⥋ Bellac                       | St Junien ⥋ Bellac                     | St Junien ⥋ Bellac                     |
| 25    | Ouverture / Fermeture — / — | Longueur —                             | Durée —                                | Nb. d’arrêts —                         | Matériel car                           | Jours de fonctionnement —              | Jour / Soir / Nuit / Fêtes O / — / — / — | Voy. / an —                            | Dépôt RRTHV                            |
| 25    | Desserte : - Villes desservies : St Junien - Javerdat - Montrol Sénard - Mortemart - Bellac |                                        |                                        |                                        |                                        |                                        |                                          |                                        |                                        |
| 25    | Autre : Ligne scolaire |                                        |                                        |                                        |                                        |                                        |                                          |                                        |                                        |
| 25    | Dernière actualisation : — |                                        |                                        |                                        |                                        |                                        |                                          |                                        |                                        |
| 27    | Limoges ⥋ Ambazac | Limoges ⥋ Ambazac                      | Limoges ⥋ Ambazac                      | Limoges ⥋ Ambazac                      | Limoges ⥋ Ambazac                      | Limoges ⥋ Ambazac                      | Limoges ⥋ Ambazac                        | Limoges ⥋ Ambazac                      | Limoges ⥋ Ambazac                      |
| 27    | Ouverture / Fermeture — / — | Longueur —                             | Durée —                                | Nb. d’arrêts —                         | Matériel car                           | Jours de fonctionnement —              | Jour / Soir / Nuit / Fêtes O / — / — / — | Voy. / an —                            | Dépôt RRTHV                            |
| 27    | Desserte : - Villes desservies : Limoges - Rilhac-Rancon - Ambazac |                                        |                                        |                                        |                                        |                                        |                                          |                                        |                                        |
| 27    | Autre : Ligne Express |                                        |                                        |                                        |                                        |                                        |                                          |                                        |                                        |
| 27    | Dernière actualisation : — |                                        |                                        |                                        |                                        |                                        |                                          |                                        |                                        |
| 30    | Oradour sur Glane ⥋ St Junien | Oradour sur Glane ⥋ St Junien          | Oradour sur Glane ⥋ St Junien          | Oradour sur Glane ⥋ St Junien          | Oradour sur Glane ⥋ St Junien          | Oradour sur Glane ⥋ St Junien          | Oradour sur Glane ⥋ St Junien            | Oradour sur Glane ⥋ St Junien          | Oradour sur Glane ⥋ St Junien          |
| 30    | Ouverture / Fermeture — / — | Longueur —                             | Durée —                                | Nb. d’arrêts —                         | Matériel car                           | Jours de fonctionnement —              | Jour / Soir / Nuit / Fêtes O / — / — / — | Voy. / an —                            | ot_nom = RRTHV —                       |
| 30    | Desserte : - Villes desservies : Oradour sur Glane - St Junien |                                        |                                        |                                        |                                        |                                        |                                          |                                        |                                        |
| 30    | Autre : Ligne scolaire |                                        |                                        |                                        |                                        |                                        |                                          |                                        |                                        |
| 30    | Dernière actualisation : — |                                        |                                        |                                        |                                        |                                        |                                          |                                        |                                        |
| 37    | Limoges ⥋ Couzeix | Limoges ⥋ Couzeix                      | Limoges ⥋ Couzeix                      | Limoges ⥋ Couzeix                      | Limoges ⥋ Couzeix                      | Limoges ⥋ Couzeix                      | Limoges ⥋ Couzeix                        | Limoges ⥋ Couzeix                      | Limoges ⥋ Couzeix                      |
| 37    | Ouverture / Fermeture — / 31/08/2014 | Longueur —                             | Durée —                                | Nb. d’arrêts —                         | Matériel car                           | Jours de fonctionnement —              | Jour / Soir / Nuit / Fêtes O / — / — / — | Voy. / an —                            | ot_nom = RRTHV —                       |
| 37    | Desserte : - Villes desservies : Limoges - Couzeix |                                        |                                        |                                        |                                        |                                        |                                          |                                        |                                        |
| 37    | Autre : |                                        |                                        |                                        |                                        |                                        |                                          |                                        |                                        |
| 37    | Dernière actualisation : — |                                        |                                        |                                        |                                        |                                        |                                          |                                        |                                        |
| 42    | Les Cars / Nexon ⥋ St Yrieix la Perche | Les Cars / Nexon ⥋ St Yrieix la Perche | Les Cars / Nexon ⥋ St Yrieix la Perche | Les Cars / Nexon ⥋ St Yrieix la Perche | Les Cars / Nexon ⥋ St Yrieix la Perche | Les Cars / Nexon ⥋ St Yrieix la Perche | Les Cars / Nexon ⥋ St Yrieix la Perche   | Les Cars / Nexon ⥋ St Yrieix la Perche | Les Cars / Nexon ⥋ St Yrieix la Perche |
| 42    | Ouverture / Fermeture — / — | Longueur —                             | Durée —                                | Nb. d’arrêts —                         | Matériel car                           | Jours de fonctionnement —              | Jour / Soir / Nuit / Fêtes O / — / — / — | Voy. / an —                            | ot_nom = RRTHV —                       |
| 42    | Desserte : - Villes desservies : Les Cars - Flavignac - Rilhac Lastours - Nexon - La Meyze - St Yrieix la Perche                                                                                          |                                        |                                        |                                        |                                        |                                        |                                          |                                        |                                        |
| 42    | Autre : Ligne scolaire |                                        |                                        |                                        |                                        |                                        |                                          |                                        |                                        |
| 42    | Dernière actualisation : — |                                        |                                        |                                        |                                        |                                        |                                          |                                        |                                        |
| 55    | Limoges ⥋ Treignac | Limoges ⥋ Treignac                     | Limoges ⥋ Treignac                     | Limoges ⥋ Treignac                     | Limoges ⥋ Treignac                     | Limoges ⥋ Treignac                     | Limoges ⥋ Treignac                       | Limoges ⥋ Treignac                     | Limoges ⥋ Treignac                     |
| 55    | Ouverture / Fermeture — / — | Longueur —                             | Durée —                                | Nb. d’arrêts —                         | Matériel car                           | Jours de fonctionnement —              | Jour / Soir / Nuit / Fêtes O / — / — / — | Voy. / an —                            | ot_nom = RRTHV —                       |
| 55    | Desserte : - Villes desservies : Limoges - St Hialire Bonneval - St Genest sur Roselle - St Bonnet Briance - Linards - St Méard - La croisille Briance - Surdoux - Chamberet - Treignac                   |                                        |                                        |                                        |                                        |                                        |                                          |                                        |                                        |
| 55    | Autre : |                                        |                                        |                                        |                                        |                                        |                                          |                                        |                                        |
| 55    | Dernière actualisation : — |                                        |                                        |                                        |                                        |                                        |                                          |                                        |                                        |
| 60    | Limoges ⥋ Bussiere Galant | Limoges ⥋ Bussiere Galant              | Limoges ⥋ Bussiere Galant              | Limoges ⥋ Bussiere Galant              | Limoges ⥋ Bussiere Galant              | Limoges ⥋ Bussiere Galant              | Limoges ⥋ Bussiere Galant                | Limoges ⥋ Bussiere Galant              | Limoges ⥋ Bussiere Galant              |
| 60    | Ouverture / Fermeture — / — | Longueur —                             | Durée —                                | Nb. d’arrêts —                         | Matériel car                           | Jours de fonctionnement —              | Jour / Soir / Nuit / Fêtes O / — / — / — | Voy. / an —                            | ot_nom = RRTHV —                       |
| 60    | Desserte : - Villes desservies : Limoges - St Junien - Rochechouart - Vayres - Oradour sur Vayres - Champagnac la Riviere - Champsac - Chalus - Bussiere Galant                                           |                                        |                                        |                                        |                                        |                                        |                                          |                                        |                                        |
| 60    | Autre : |                                        |                                        |                                        |                                        |                                        |                                          |                                        |                                        |
| 60    | Dernière actualisation : — |                                        |                                        |                                        |                                        |                                        |                                          |                                        |                                        |
| 63    | St Junien ⥋ St Yrieix la Perche | St Junien ⥋ St Yrieix la Perche        | St Junien ⥋ St Yrieix la Perche        | St Junien ⥋ St Yrieix la Perche        | St Junien ⥋ St Yrieix la Perche        | St Junien ⥋ St Yrieix la Perche        | St Junien ⥋ St Yrieix la Perche          | St Junien ⥋ St Yrieix la Perche        | St Junien ⥋ St Yrieix la Perche        |
| 63    | Ouverture / Fermeture — / — | Longueur —                             | Durée —                                | Nb. d’arrêts —                         | Matériel car                           | Jours de fonctionnement —              | Jour / Soir / Nuit / Fêtes O / — / — / — | Voy. / an —                            | ot_nom = RRTHV —                       |
| 63    | Desserte : - Villes desservies : St Junien - Rochechouart - Vayres - Oradour sur Vayres - Champagnac la Riviere - Chalus - Dournazac - Bussiere Galant - Ladignac le Long - Chalard - St Yrieix la Perche |                                        |                                        |                                        |                                        |                                        |                                          |                                        |                                        |
| 63    | Autre : Ligne scolaire |                                        |                                        |                                        |                                        |                                        |                                          |                                        |                                        |
| 63    | Dernière actualisation : — |                                        |                                        |                                        |                                        |                                        |                                          |                                        |                                        |
| 82    | St Jouvent ⥋ Bellac | St Jouvent ⥋ Bellac                    | St Jouvent ⥋ Bellac                    | St Jouvent ⥋ Bellac                    | St Jouvent ⥋ Bellac                    | St Jouvent ⥋ Bellac                    | St Jouvent ⥋ Bellac                      | St Jouvent ⥋ Bellac                    | St Jouvent ⥋ Bellac                    |
| 82    | Ouverture / Fermeture — / — | Longueur —                             | Durée —                                | Nb. d’arrêts —                         | Matériel car                           | Jours de fonctionnement —              | Jour / Soir / Nuit / Fêtes O / — / — / — | Voy. / an —                            | ot_nom = RRTHV —                       |
| 82    | Desserte : - Villes desservies : St Jouvent - Chamboret - Berneuil - Bellac |                                        |                                        |                                        |                                        |                                        |                                          |                                        |                                        |
| 82    | Autre : Ligne scolaire |                                        |                                        |                                        |                                        |                                        |                                          |                                        |                                        |
| 82    | Dernière actualisation : — |                                        |                                        |                                        |                                        |                                        |                                          |                                        |                                        |
| 83/84 | Le Dorat / Bussiere Poitevine ⥋ Bellac | Le Dorat / Bussiere Poitevine ⥋ Bellac | Le Dorat / Bussiere Poitevine ⥋ Bellac | Le Dorat / Bussiere Poitevine ⥋ Bellac | Le Dorat / Bussiere Poitevine ⥋ Bellac | Le Dorat / Bussiere Poitevine ⥋ Bellac | Le Dorat / Bussiere Poitevine ⥋ Bellac   | Le Dorat / Bussiere Poitevine ⥋ Bellac | Le Dorat / Bussiere Poitevine ⥋ Bellac |
| 83/84 | Ouverture / Fermeture — / — | Longueur —                             | Durée —                                | Nb. d’arrêts —                         | Matériel car                           | Jours de fonctionnement —              | Jour / Soir / Nuit / Fêtes O / — / — / — | Voy. / an —                            | ot_nom = RRTHV —                       |
| 83/84 | Desserte : - Villes desservies : Le Dorat - Bussiere Poitevine - St Bonnet de Bellac - Peyrat de Bellac - Bellac                                                                                          |                                        |                                        |                                        |                                        |                                        |                                          |                                        |                                        |
| 83/84 | Autre : |                                        |                                        |                                        |                                        |                                        |                                          |                                        |                                        |
| 83/84 | Dernière actualisation : — |                                        |                                        |                                        |                                        |                                        |                                          |                                        |                                        |